# Osiedle Lotników Wielkopolskich

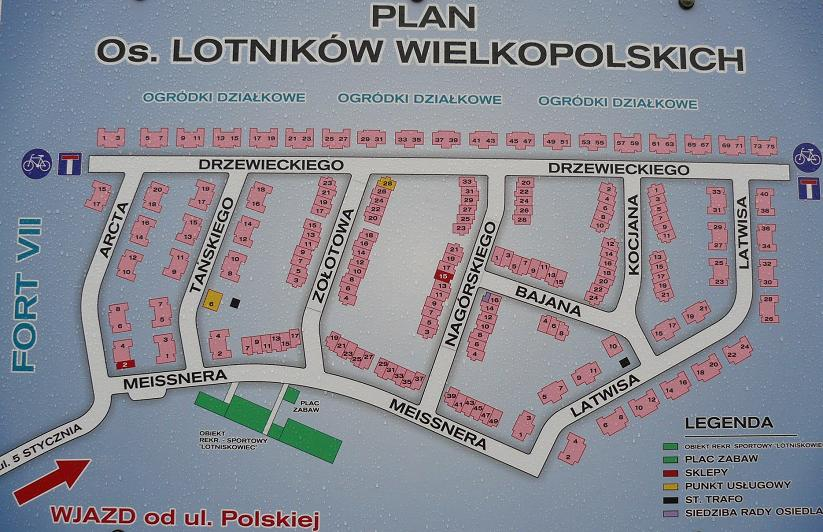
Plan Osiedla Lotników Wielkopolskich

Osiedle Lotników Wielkopolskich – osiedle mieszkaniowe w Poznaniu, położone w pobliżu alei Polskiej, pomiędzy ulicami J.H.Dąbrowskiego i Bukowską, a jednocześnie obszar Systemu Informacji Miejskiej, na osiedlu samorządowym Wola.

## Położenie
Według Systemu Informacji Miejskiej granice jednostki obszarowej Osiedle Lotnictwa Polskiego przebiegają: od wschodu: na tyłach domów szeregowych na ulicy Arcta, od południa: na tyłach szeregowców przy ulicy Drzewieckiego, od zachodu: granicą ogrodów działkowych, od północy: bocznicą kolejową.
Terytorium Osiedla Lotników Wielkopolskich jest jednym z bardziej izolowanych w Poznaniu. Do osiedla dotrzeć można tylko jedną utwardzoną drogą – ulicą 5 Stycznia (data zdobycia przez powstańców wielkopolskich lotniska wojskowego na Ławicy w 1919). Osiedle znajduje się pomiędzy ogrodami działkowymi przy ul. Bukowskiej (na ich tyłach), a zabudowaniami przemysłowymi Woli.

## Struktura zabudowy i komunikacja
Zabudowę osiedla stanowią wyłącznie domy jednorodzinne i szeregowe. W północnej części osiedla funkcjonuje nowoczesny teren sportowo-rekreacyjny Lotniskowiec.
Obok osiedla (na wschód) znajduje się miejsce polskiej martyrologii – Fort VII w Poznaniu.
Na osiedlu znajduje się przystanek końcowy linii 121 (przed uruchomieniem linii teren ten nie był objęty siecią komunikacji publicznej).

## Toponimia
Nazwy ulic zlokalizowanych na terenie osiedla stanowią jedną grupę toponimiczną – od nazwisk lotników (w tym lotników wielkopolskich)
- Bohdana Arcta
- Jerzego Bajana
- Stefana Drzewieckiego
- Antoniego Kocjana
- Stanisława Latwisa
- Janusza Meissnera
- Jana Nagórskiego
- Czesława Tańskiego
- Pawła Zołotowa